# Харви, Алф
А́лфред Ха́рви (англ. Alfred Harvey; 5 июля 1856 — 26 февраля 1943) — английский футболист. Выступал за футбольные клубы «Астон Холт Уондерерс», «Уэнзбери Строллерс», «Астон Вилла» и «Бирмингем Экселсиор», провёл 1 матч за национальную сборную Англии.

## Футбольная карьера
Родился в Астоне (Бирмингем) в семье оружейника. Во время учёбы в воскресной школе играл в регби, футбольную карьеру начал в команде «Астон Холт Уондерерс» в январе 1876 года вместе со своим братом Уолтером. С января 1878 года играл за клуб «Уэнзбери Строллерс». В 1878 году помог команде дойти до финала Большого кубка Бирмингема, в котором «Строллерс» проиграл клубу «Шрусбери».
В выпуске «Футбольного ежегодника» 1881 года Чарльз Олкок описал Харви как «умного, трудолюбивого защитника».
26 февраля 1881 года провёл свою единственную игру за сборную Англии: это был матч против сборной Уэльса на стадионе «Александра Медоуз» в Блэкберне. В той игре Уэльс сенсационно обыграл Англию со счётом 1:0. Харви подменил в этой игре Эдвина Лантли, и именно его ошибка привела к голу сборной Уэльса. В одном из газетных репортажей сказано: «Плохая погода… земля покрыта снегом и слякотью… обстоятельство, которое, по мнению англичан, помогло валлийцам одержать неожиданную победу».
С марта 1882 года играл за бирмингемский клуб «Астон Вилла» на позиции защитника, с 1884 по 1885 год был вратарём команды. В сезонах 1883/84 и 1884/85 помог «Вилле» выиграть Большой кубок Бирмингема, в 1884 году — Благотворительный кубок лорда-мэра Бирмингема. С 1883 по 1884 год, параллельно с выступлениями за «Астон Виллу» также играл за клуб «Холт Вилла». С октября 1886 по октябрь 1888 года играл за «Бирмингем Экселсиор» на позиции защитника, хотя в 1887 года в одном из матчей вновь встал на ворота.
Помимо клубов и сборной выступал за футбольные команды футбольной ассоциации Бирмингема (11 матчей, 1879—1882) и футбольной ассоциации Стаффордшира (1 матч, 1880).